# 化妝刷

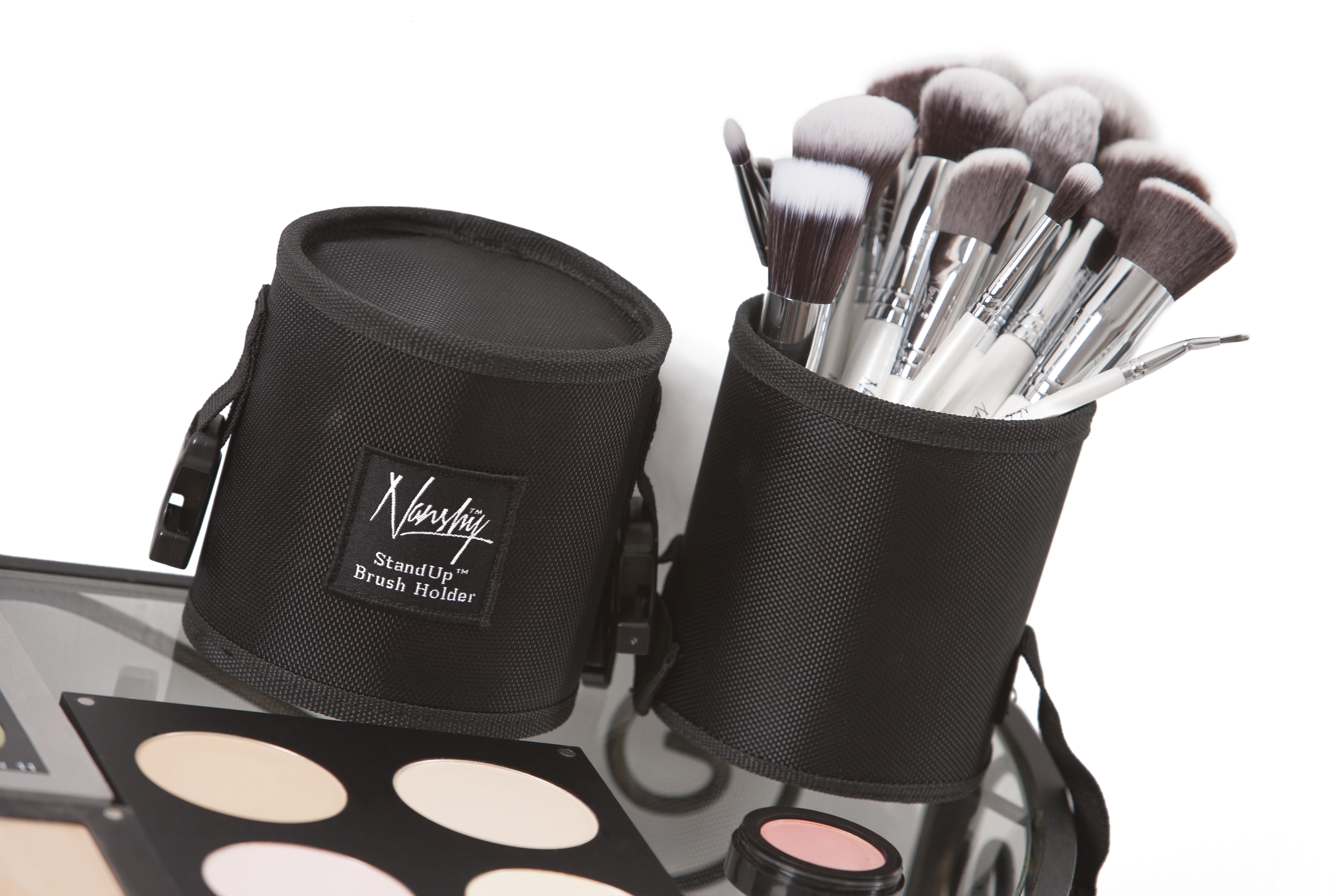
化妆刷

化妝刷（英語：Makeup brush）是一种用于化妆或脸部绘画的有刷毛的工具。它的刷毛可以由天然材料或合成材料制成，而手柄通常由塑料或木材制成。用适当的刷子使用化妆品时，化妆品能更好地融入皮肤。
根据构成的脸部区域、化妆品和想要的化妝效果，有各种各样形状和尺寸的化妆刷。例如，刷尖的形状可以是凿子、直的、有角的、圆形的、平的或锥形的。

## 種類

### 粉底刷
粉底刷（英語：Foundation brush），又稱底妝刷。在上粉底的時候，為了讓底妝更自然、均勻、以及薄透，會使用粉底刷塗抹全臉。粉底刷除了可以讓底妝精緻、細節都可以均勻之外，還可以順著肌膚紋理刷勻粉底。